# Tequila Baby
Tequila Baby foi uma banda gaúcha de punk rock formada em 1994 na cidade de Porto Alegre, tendo em sua última formação, Duda Calvin (vocal), James Andrew (guitarra), Rodrigo Gaspareto (baixo) e Rafael Heck (bateria).

## História

### Tequila Baby
Em 1996, é lançado o primeiro álbum do grupo, o homônimo Tequila Baby, pelo selo Antídoto, braço roqueiro da gravadora ACIT, com a distribuição da PolyGram. Bastante inspirado nos três primeiros álbuns dos Ramones, é um álbum simples e com letras irreverentes, como a de "Sexo, Algemas e Cinta-Liga". Seu lançamento foi seguido de uma grande turnê pelo interior do Rio Grande do Sul, provocando uma renovação nos conceitos do rock gaúcho[carece de fontes?], que se encontrava bastante estagnado, isso deve-se também às memoráveis performances ao vivo da banda.

### Sangue, Ouro e PólvoraePunk Rock Até os Ossos
Em 2000, é lançado o segundo álbum do grupo, Sangue, Ouro e Pólvora, que além de manter vivo o espírito punk dos Ramones, dá uma guinada para o hardcore. É um álbum rápido, que começa a despertar a atenção da banda em amantes do punk rock pelo resto do país, sobretudo com a canção "Velhas Fotos", talvez a mais marcante de toda a carreira. Diferentemente do álbum anterior, neste a banda começa a mostrar uma certa personalidade, um estilo próprio, isso acaba despertando a atenção de ídolos do punk rock a nível mundial, como Marky Ramone, baterista dos Ramones, que acaba fazendo um show com eles (repetindo a dose mais cinco vezes ao longo da carreira da banda) e Greg Graffin, vocalista da banda Bad Religion, que faz um show em Porto Alegre usando uma camiseta da banda, show este que teve a Tequila Baby como banda de abertura.
Em 2002, com elevada moral, a banda acaba usando de alguns experimentalismos no terceiro álbum, Punk Rock Até os Ossos, um álbum um pouco mais lento e trabalhado, produzido por Daniel Rey (que já produziu os Ramones) e que teve Marky Ramone participando de uma faixa. As letras são bastante introspectivas, mostrando um lado mais poético na banda. Muitos os acusam erroneamente de se venderem às rádios locais, por não entenderem a falta da irreverência das letras dos álbuns anteriores[carece de fontes?]. Mas o fato é que este álbum é o melhor da banda em se falando de rock and roll, sem rótulos ou estereótipos. Derruba ainda mais a mentalidade estagnada de que o rock feito no Rio Grande do Sul precisa, necessariamente ser engraçadinho e "de garagem". No mesmo ano, o grupo apresentou-se na noite de finalização do Planeta Atlântida no Rio Grande do Sul, tocando músicas próprias e covers dos Ramones, estes juntamente com Marky Ramone e Daniel Rey.

### A Ameaça Continua
Em 2004, Daniel Rey retorna ao Brasil para produzir A Ameaça Continua, álbum que consolida de vez a identidade da banda. Rápido, como o Sangue, Ouro e Pólvora, porém, bem produzido e maduro como o Punk Rock até os Ossos. A fusão de dez anos de estrada e o reconhecimento por amantes do estilo em todo o país fazem a banda ampliar fronteiras.
Em novembro do mesmo ano, por problemas internos jamais explicados, e quase 10 anos com uma formação que conquistou milhares de fãs, o baixista Rodrigo Deltoro e o baterista Didi Gloor são substituídos por Otto Branco e Rafael Heck, respectivamente.

### Marky Ramone & Tequila Baby
No final de 2005, a banda uniu-se novamente com Marky Ramone para tocar clássicos dos Ramones em uma pequena turnê que passou por quatro cidades do Sul do Brasil, tendo a banda Simon Chainsaw and The Hippy Killers como abertura. Esse reencontro fez com que Marky sugerisse à banda que gravassem um CD e DVD ao vivo, com músicas próprias e dos Ramones, o que foi executado no ano seguinte. Seguindo o projeto de um CD e DVD ao vivo, no dia 11 de maio de 2006, a Tequila Baby, juntamente com Marky Ramone e tendo como convidado especial Sebastian Expulsado (da banda argentina Los Expulsados) apresentou-se no show de seu segundo álbum ao vivo e primeiro DVD, tendo sido lançado em agosto do mesmo ano.

### Lobos Não Usam Coleira
Então, como se esperava, em outubro de 2008, é lançado o disco Lobos Não Usam Coleira. Este é o título do tão esperado quinto álbum de estúdio da banda gaúcha que, pela primeira vez e de forma independente, foi lançado em dois formatos: digital e físico (CD). Em meio às mudanças do mercado fonográfico, a Tequila Baby aposta na ideia de que, é o fã quem deve decidir em qual formato deseja ter o material da banda[carece de fontes?]. O disco foi produzido pela própria banda junto com o produtor musical Beat Barea.
A banda seguiu em turnê pelo interior do RS e, também do Brasil, divulgando seu novo trabalho em conjunto com os antigos sucessos, levando o punk rock gaúcho além de suas fronteiras.

### Por Onde Você Andava?
Por Onde Você Andava? é o sexto álbum de estúdio da banda. Gravado no início de 2012 o álbum conta 14 histórias que a Tequila vivenciou ou ouviu das pessoas que cercam a a banda, de seus fãs e amigos, talvez, por isso, seja um disco que teve uma grande receptividade com seus fãs, após o lançamento do disco um novo guitarrista começou a escrever sua historia na banda, Williams Duarte (Guitarrista) iniciou na  banda em 2012 em um show na Fenacan  em Santo Antônio da Patrulha, o show teve aproximadamente 30 mil pessoas no publico. O disco foi lançado em Agosto de 2012, e produzido por Glauco Minosso (que já trabalhou com a banda em outros discos) e Tequila baby, lançado pela gravadora USA discos é o último trabalho da banda até o momento.
Em  2013, o então baixista da Tequila Baby Davi Pacote deixa a banda, sendo substituído por Rodrigo Gaspareto. Rodrigo Gaspareto é um velho amigo e fã da banda, já tocando com Duda Calvin em outros palcos da vida, como diz o vocalista em um anuncio no site da banda.

## Integrantes

### Última formação(2019 - 2022)
- Duda Calvin: vocal (1994 - 2022)
- James Andrew: guitarra (1994 - 2022)
- Rafael Heck: bateria (2004 - 2022)
- Rodrigo Gaspareto: baixo (2013 - 2022)
- Thiago Heinrich:  guitarra ,Piano , harmônica e Acordeão (2019 - 2022)

### Ex-membros
- Tiago Hoch: baixo (1994 - 1995)
- Paulo Stenzel: vocal (1994 - 1996)
- Didi Gloor: bateria (1994 - 2004)
- Rodrigo Deltoro: baixo (1995 - 2004)
- Otto Branco: baixo (2004 - 2009)
- Davi Pacote: baixo (2009 - 2013)
- Will Duarte: guitarra (2012 - 2015)

## Discografia

### Álbuns de estúdio
- (1996) Tequila Baby
- (2000) Sangue, Ouro e Pólvora
- (2002) Punk Rock Até os Ossos
- (2004) A Ameaça Continua
- (2008) Lobos Não Usam Coleira
- (2012) Por Onde Você Andava?

### Álbuns ao vivo
- (2000) Bem Vindo à Roda Punk
- (2006) Marky Ramone & Tequila Baby (com Marky Ramone) (também lançado em DVD)

## Prêmios e indicações

### Prêmio Açorianos
| Ano  | Categoria  | Indicação                           | Resultado |
| ---- | ---------- | ----------------------------------- | --------- |
| 1996 | Revelação  | Tequila Baby                        | Indicado  |
| 2006 | Melhor DVD | Marky Ramone & Tequila Baby ao Vivo | Indicado  |